# Eupithecia eremiata
Eupithecia eremiata es una especie de polilla de reciente descubrimiento de la familia Geometridae. La especie fue descrita por primera vez por Vladimir Georgievich Mironov y Jan Šumpich habiendo sido descrita en 2022 con distribución en China. El holotipo de la especie fue hayada a 1820 metros (5971,1 pies) sobre el nivel del mar a poca distancia del condado Maoxian, provincia de Sichuan. La polilla es parte del grupo de especies Eupithecia satyrata y de morfología muy similar a otra especie china también de reciente descubrimiento, Eupithecia caementariata.

## Descripción
Es una polilla pequeña con una envergadura de 24 milímetros (0,9 plg) y de color marrón oscuro. Su cabeza y noto cubiertos de escamas marrón claro. El ala trasera es marrón, más pálida que el ala anterior, con rastros de líneas transversales y un punto discal pequeño, ovoide, negruzco.